# JALways
JALways K.K. war eine japanische Fluggesellschaft mit Sitz in Tokio und Basis auf dem Flughafen Tokio-Narita. Sie war ein Tochterunternehmen der Japan Airlines, kurz JAL, und wurde 2010 in diese integriert.

## Geschichte
Die Fluggesellschaft wurde 1990 mit dem Namen Japan Air Charter als Charterfluggesellschaft gegründet. Der Flugbetrieb begann im Juli 1991 mit McDonnell Douglas DC-10 und Boeing 747-200. Am 1. desselben Jahres erhielt die Gesellschaft ihren heutigen Namen und wurde zu einer internationalen Linienfluggesellschaft. 
Seit März 2001 gehörte sie vollständig der JAL. Im Oktober 2005 wurden die McDonnell Douglas DC-10 außer Dienst gestellt. 
Die Cockpitbesatzungen waren mehrheitlich Bürger der USA und in Honolulu auf Hawaii stationiert, während die Kabinenbesatzungen mehrheitlich asiatischer Herkunft und in Bangkok stationiert waren. JALways operierte unabhängig von ihrer Muttergesellschaft, kooperierte aber bei Dienstleistungen und Flügen eng mit ihr.
Zum 1. Dezember 2010 wurde JALways aufgelöst und vollständig in die Muttergesellschaft Japan Airlines integriert.

## Flugziele
JALways bot wöchentlich über 200 Flüge im Linienverkehr von Japan zu Zielen in Asien, Ozeanien und den USA an. Angeflogen wurden beispielsweise Delhi, Bangkok, Honolulu und Sydney.